# アダルト・ウルフガイ
「アダルト・ウルフガイ・シリーズ」は、平井和正が連作で発表した、『狼男だよ』に始まるSFハードボイルド小説の総称。同作者の大河小説『ウルフガイ』とは別作品。

## 概要
本作の主人公・犬神明の初登場は、1969年（昭和44年）3月『プレイコミック』に掲載された「夜と月と狼」（プロトタイプ版）。同年5月「狼は死なず」（プロトタイプ版）の『ボーイズライフ』掲載を経て、同年11月『狼男だよ』が書籍として刊行される。以降『小説推理』『小説宝石』『宝石』『問題小説』『GORO』と多くの雑誌を渡り歩いて発表された。なお、外伝的な「ウルフガイ・イン・ソドム」は『奇想天外』、「若き狼の肖像」は『SFアドベンチャー』への掲載を経て書籍化されている。
書籍は掲載雑誌の出版社とは関係なく、立風書房から『狼男だよ』を出版した後は、すでに「ウルフガイ・シリーズ」で人気を得ていたハヤカワSF文庫から「ウルフガイ別巻シリーズ」として4冊を刊行した。その後、早川書房「SFマガジン」編集長であった森優の退社を期にシリーズ全作品の刊行を祥伝社ノン・ノベルに移籍し「アダルト・ウルフガイ・シリーズ」と称されるようになる。
1979年（昭和54年）6月まで『GORO』に連載された『人狼天使 第III部 魔王の使者』を最後に以降新作は発表されず、平井が2015年（平成27年）に死去したため本シリーズは未完となった。書籍はノン・ノベルの後、角川文庫、ハルキ文庫からも出版された。

## 小説
同作者のほぼ同名の作品『ウルフガイ』（少年ウルフガイ）シリーズとは、主人公の名前（犬神明）と基本設定（主人公＝狼男）の図式のみ同じだが、世界観などが大きく異なる。
- 一人称小説である（少年ウルフガイは三人称）。
- ウルフガイは、アダルト・ウルフガイを元にしている[1]。
- ウルフガイの犬神明（登場時、中学生）と区別するため、便宜上「アダルト犬神明」と呼称される。
- アダルト犬神明は大人（30代）である。性格も、アダルトな雰囲気とシニカルさを醸し出すものである。
- 作者いわく、犬神明の外見は「ジャン＝ポール・ベルモンドを痩せぎすにした感じ」とのことで、「アウシュビッツ帰りのジャン＝ポール・ベルモンド」と表現されたこともある[2]。
- 本作の犬神明は、少年ウルフガイに登場する神明（じん あきら）と、ほぼ同じ性格[3]。
- 愛車は本人曰く「ドブネズミ色」の510型ブルーバードSSS。

### 作品一覧
| タイトル                                        | 立風書房版 | ハヤカワSF文庫版 | 祥伝社ノン・ノベル版      | 角川文庫版 ハルキ文庫版 | ルナテック版 （電子書籍） |
| ----------------------------------------------- | ---------- | ---------------- | ------------------------- | ----------------------- | ------------------------- |
| 夜と月と狼                                      | 狼男だよ   | 狼男だよ         | 狼男だよ                  | 狼男だよ                | 狼男だよ                  |
| 狼は死なず                                      | 狼男だよ   | 狼男だよ         | 狼男だよ                  | 狼男だよ                | 狼男だよ                  |
| 狼狩り                                          | 狼男だよ   | 狼男だよ         | 狼男だよ                  | 狼男だよ                | 狼男だよ                  |
| 地底の狼男（ウルフ・ガイ）                      | ―          | 狼よ、故郷を見よ | 狼のバラード              | 狼よ、故郷を見よ        | 狼よ、故郷を見よ          |
| 狼（ウルフ）よ、故郷を見よ                      | ―          | 狼よ、故郷を見よ | 狼のバラード              | 狼よ、故郷を見よ        | 狼よ、故郷を見よ          |
| 人狼、暁に死す                                  | ―          | リオの狼男       | 狼のバラード              | 人狼、暁に死す          | 人狼、暁に死す            |
| リオの狼男                                      | ―          | リオの狼男       | 魔境の狼男                | 人狼地獄                | リオの狼男                |
| ライオン・ヘッド                                | ―          | リオの狼男       | 魔境の狼男                | 人狼地獄                | リオの狼男                |
| 竜の玉座                                        | ―          | 人狼地獄篇       | 魔境の狼男                | 人狼地獄                | リオの狼男                |
| スルククの檻                                    | ―          | 人狼地獄篇       | 魔境の狼男                | 人狼地獄                | リオの狼男                |
| 復讐行                                          | ―          | 人狼地獄篇       | 魔境の狼男                | 人狼地獄                | リオの狼男                |
| 竜（ドラゴ）の基地                              | ―          | 人狼地獄篇       | 魔境の狼男                | 人狼地獄                | リオの狼男                |
| 虎よ! 虎よ!                                     | ―          | ―                | 狼は泣かず                | 人狼、暁に死す          | 人狼、暁に死す            |
| 黒い画像                                        | ―          | ―                | 人狼戦線                  | 人狼戦線                | 人狼戦線                  |
| 超小型核弾                                      | ―          | ―                | 人狼戦線                  | 人狼戦線                | 人狼戦線                  |
| JCIA                                            | ―          | ―                | 人狼戦線                  | 人狼戦線                | 人狼戦線                  |
| ひびわれた月                                    | ―          | ―                | 人狼戦線                  | 人狼戦線                | 人狼戦線                  |
| 人狼戦争                                        | ―          | ―                | 人狼戦線                  | 人狼戦線                | 人狼戦線                  |
| 閃光の彼方                                      | ―          | ―                | 人狼戦線                  | 人狼戦線                | 人狼戦線                  |
| コーサ・ノストラ                                | ―          | ―                | 人狼戦線                  | 人狼戦線                | 人狼戦線                  |
| 砕けた月                                        | ―          | ―                | 人狼戦線                  | 人狼戦線                | 人狼戦線                  |
| 原爆ジャック                                    | ―          | ―                | 人狼戦線                  | 人狼戦線                | 人狼戦線                  |
| 狼は泣かず                                      | ―          | ―                | 狼は泣かず                | ウルフガイ 不死の血脈   | 人狼白書                  |
| 凶眼の女                                        | ―          | ―                | 人狼白書                  | ウルフガイ 不死の血脈   | 人狼白書                  |
| 祟り神の村                                      | ―          | ―                | 人狼白書                  | ウルフガイ 不死の血脈   | 人狼白書                  |
| 悪霊の壁                                        | ―          | ―                | 人狼白書                  | ウルフガイ 凶霊の罠     | 人狼白書                  |
| ブロンドの救援者                                | ―          | ―                | 人狼白書                  | ウルフガイ 凶霊の罠     | 人狼白書                  |
| 心霊治療                                        | ―          | ―                | 人狼白書                  | ウルフガイ 凶霊の罠     | 人狼白書                  |
| 凶霊の罠                                        | ―          | ―                | 人狼白書                  | ウルフガイ 凶霊の罠     | 人狼白書                  |
| 暗黒世界の対決                                  | ―          | ―                | 人狼白書                  | ウルフガイ 凶霊の罠     | 人狼白書                  |
| ウルフガイ・イン・ソドム                        | ―          | ―                | 人狼天使 第1部            | ウルフガイ イン・ソドム | 人狼天使 第I部 憑霊都市   |
| 人狼天使（ウルフ・エンジェル） 第1部 憑霊都市   | ―          | ―                | 人狼天使 第1部            | ウルフガイ イン・ソドム | 人狼天使 第I部 憑霊都市   |
| 人狼天使（ウルフ・エンジェル） 第2部 魔天楼     | ―          | ―                | 人狼天使 第2部            | ウルフガイ 魔天楼       | 人狼天使 第II部 魔天楼    |
| 人狼天使（ウルフ・エンジェル） 第3部 魔王の使者 | ―          | ―                | 人狼天使 第3部 魔王の使者 | ウルフガイ 魔界天使     | ―                         |
| 若き狼の肖像                                    | ―          | ―                | 若き狼の肖像              | ウルフガイ 若き狼の肖像 | 若き狼の肖像              |

- 祥伝社ノン・ノベル版の『魔境の狼男』は、ハヤカワSF文庫版『リオの狼男』収録「リオの狼男」と『人狼地獄篇』を合わせて本来の長編に再構成したもの（章分け以外に異同はない）[4]。
- 角川文庫版とハルキ文庫版の『ウルフガイ 不死の血脈』は、祥伝社ノン・ノベル版の『狼は泣かず』収録「狼は泣かず」と『人狼白書』から「凶眼の女」「祟り神の村」の2章（「闇のストレンジャー」へ改題）を収録したもの（章分け以外に異同はない）[5]。

## 漫画化作品
狼男だよ
作画：ケン月影。全3巻（講談社コミックノベルス9 - 11。1984年）。
同名作品のコミカライズ（「夜と月と狼」「狼は死なず」「狼狩り」を収録）。
ケン月影のアレンジ（作風）により、原作よりも成人向け描写が増えている（『狼のバラード』も同様）。
ラストが少し加筆されている。
狼のバラード
作画：ケン月影。全1巻（講談社KCスペシャル341。1987年）。
同名作品のコミカライズ（「地底の狼男」「狼よ、故郷を見よ」を収録）。
帯には「俺はウルフガイシリーズの主人公」と明記されている（表紙には、タイトルの上部に「Adult Wolf Guyシリーズ」と書かれている）。
解説（佐々木君紀）には、「このコミック版は、犬神明の『黄金の心』を、小説に忠実に表現しているとは言えない部分がある」と書かれている。
Wolf Guy
作画：かどたひろし。全4巻（ぶんか社）。
『ヤングテイオー』1995年№3 - 4、1996年№1 - 10、№13 - 1997年№4、及び『コミックまぁるまん』1997年5月号 - 1998年3月号にて連載。
小説版のコミカライズ（「夜と月と狼」「狼は死なず」「人狼、暁に死す」）。内容はアレンジされている。成人向け描写も増えている（掲載誌の関係と思われる）。

## 映画化作品
『ウルフガイ 燃えろ狼男』
- 1975年（昭和50年）4月5日公開　86分
- 配給：東映
- 製作：東映東京撮影所
- スタッフ
  - 監督：山口和彦
  - 脚本：神波史男

他
- キャスト
  - 犬神明：千葉真一
  - 緒方ミキ：奈美悦子
  - ケイティ・青木：カニー小林
  - たか：渡辺やよい

他

## 関連作品
スパイダーマン
平井は、池上遼一作画版の漫画にストーリーを提供しているが、「スパイダーマンの影」は「人狼、暁に死す」に、「虎を飼う女」は「虎よ! 虎よ!」に、それぞれ転用されている。いずれも原型は『8マン』までさかのぼることができる。なお、「人狼、暁に死す」はかどたひろし作画の『Wolf Guy』で（再）漫画化されており、さらにリメイク版漫画『ウルフガイ』にもモチーフが取り入れられている。
背後の虎
短編。「虎よ! 虎よ!」と同じアイディア。
8マン
「サイボーグPV1号」のストーリーは、登場人物（大滝雷太）の名前とともに「狼は泣かず」に転用された。
サイボーグ・ブルース
『8マン』の設定を使用した小説（一人称小説）。本作を経て（アダルト）ウルフガイ・シリーズが誕生する（『ウルフランド』収録のエッセイ「8マン→サイボーグ・ブルース→ウルフガイ」より）。
悪徳学園
短編小説。犬神明は中学生だが、この時は一人称小説でもあり、性格はアダルト犬神明と相似（アダルト・ウルフガイ、ウルフガイの犬神明とは別人）。この短編を経て、『ウルフガイ』が誕生する。
ウルフガイ
『週刊ぼくらマガジン』連載。同誌の休刊により中断。主人公の名前こそ同じだが、アダルト・ウルフガイ・シリーズとは異なる世界観。
ウルフガイ・シリーズ（小説）
上記の漫画の小説化作品。『狼の紋章』、『狼の怨歌』までが漫画版に該当し、『狼のレクイエム』以降は小説オリジナル。2007年より、ヤングチャンピオンにて、同小説の再コミカライズ版が『ウルフガイ』のタイトルで連載開始。
ウルフランド
『奇想天外』誌に連載されたウルフガイ番外編。スペシャル・ウルフガイ劇場と銘打たれた遊び心あふれる短編7編とエッセイを収録。
新幻魔大戦
江戸時代を舞台に犬神一族出身の忍者「月影」が登場。『人狼白書』によると、アダルト犬神明の前世の名も「つきかげ」。
真幻魔大戦
第二部では「月影」やその前世「小石」が登場。犬神の里の存在理由が明らかに。さらに第三部では獣人世界が舞台となる。
女神變生
アダルト犬神明（月影）や石崎郷子らが登場している。
月光魔術團
バイオテクノロジーによって作り出された人造不死身人間「犬神メイ」が活躍する。全12巻。
ウルフガイDNA
月光魔術團第2部。前作の「犬神メイ」の大親友「鷹垣人美」が主人公となる。全12巻。
幻魔大戦DNA
月光魔術團第3部。全37巻におよぶ書き下ろしシリーズの完結編13巻。作品内に犬神明を始めとする「ウルフガイ・シリーズ」の登場人物たちが登場し実質「ウルフガイ・シリーズ」の直接の続編。「アダルト・ウルフガイ・シリーズ」との関連は不明。
幻魔大戦deep トルテック
「ロボさん」の愛称で呼ばれる人物が犬神明と名乗る。『人狼白書』に登場した雛子と同名の女性が出る。

## 『狼男だよ』改竄事件
1969年11月に出版された『狼男だよ』（ウルフガイ第1作）の初版は、著者の平井和正に無断で、立風書房の編集者によって786か所にわたり原稿に手を入れられていた。無断改稿の事実を知った平井が抗議し、立風書房のみならず親会社の学習研究社とも揉めることとなった。7か月間の当事者同士の話し合いでは解決に至らず、1970年5月に平井が弁護士に任せたことで決着し、1970年8月に正本が出版された。この事件によりしばらくの間、平井は大手出版社で小説の執筆・発表ができなくなった（リム出版『夜にかかる虹 上』より。ただし当該書は通常の「慰謝料」を「慰籍料」と記述している）。